# Desmotúbulo
Un desmotúbulo es una estructura tubular membranosa, que se sitúa en el centro del plasmodesmo, una especialización de la pared celular sin ocupar todo su espacio.

Algunas imágenes muestran conexiones del desmotúbulo con la membrana plasmática o con el retículo endoplasmático (liso o rugoso), por lo que el desmotúbulo se ha interpretado como perteneciente al sistema de membranas celulares, si bien algunos autores ponen en duda esta interpretación y lo consideran una estructura propia.
- Datos: Q5804307